# 钟章队
钟章队（1962年—），男，汉族，湖南衡南人，中华人民共和国政治人物。现任北京交通大学教授，博士生导师。第十二、十三、十四届全国政协委员。